# Unai Vencedor
Unai Vencedor Paris (Bilbao, Vizcaya, 15 de noviembre de 2000) es un futbolista español que juega como centrocampista en el Athletic Club.

## Trayectoria
Unai se formó en la cantera del Santutxu Fútbol Club, donde militó entre 2008 y 2017. En 2017 se incorporó a la cantera del Athletic Club para militar en su equipo juvenil. En la temporada siguiente dio el salto al Bilbao Athletic, donde se consolidó como titular.En julio de 2020 disputó la promoción de ascenso a Segunda División a las órdenes de Joseba Etxeberria tras una gran temporada con el filial rojiblanco.
El 16 de febrero de 2020 debutó en Primera División como titular, en San Mamés, en la derrota por 0 a 1 ante CA Osasuna. Durante la temporada 2020-21, de la mano de Marcelino. se asentó en el once titular y, por ello, poco después de ganar la Supercopa de España 2021 renovó su contrato hasta 2025.En mayo de 2022, tras una campaña como titular, volvió a renovar su contrato hasta junio de 2027.En la campaña 2022-23, con Ernesto Valverde como técnico, no fue titular en ningún encuentro de la temporada y apenas jugó 180 minutos.

El 5 de agosto de 2023 fue cedido por una campaña a la SD Eibar de Segunda División.En el club eibarrés jugó cuarenta partidos, aunque no consiguió ser un futbolista destacado.El club rojiblanco le buscó una nueva cesión de cara a la siguiente temporada.En julio de 2024 fue prestado al Racing de Santander.

## Selección nacional
Fue internacional en tres ocasiones con la selección española sub-19. El 26 de agosto de 2021 fue convocado por la selección española sub-21 para disputar dos partidos clasificatorios para la Eurocopa sub-21. El 3 de septiembre de 2021 debutó, como titular, en un partido de la fase de clasificación para la Eurocopa Sub-21 de 2023 frente Rusia, que concluyó con el resultado de 4-1 para España.

## Estadísticas

### Clubes
Actualizado al último partido disputado el 4 de junio de 2023.
| Club                         | Div.          | Temporada     | Liga  | Liga  | Copas nacionales | Copas nacionales | Copas internacionales | Copas internacionales | Total | Total |
| Club                         | Div.          | Temporada     | Part. | Goles | Part.            | Goles            | Part.                 | Goles                 | Part. | Goles |
| ---------------------------- | ------------- | ------------- | ----- | ----- | ---------------- | ---------------- | --------------------- | --------------------- | ----- | ----- |
| Bilbao Athletic · España     | 2.ª B         | 2018-19       | 36    | 2     | ―                | ―                | ―                     | ―                     | 36    | 2     |
| Bilbao Athletic · España     | 2.ª B         | 2019-20       | 27    | 3     | ―                | ―                | ―                     | ―                     | 27    | 3     |
| Bilbao Athletic · España     | Total club    | Total club    | 63    | 5     | 0                | 0                | 0                     | 0                     | 63    | 5     |
| Athletic Club · España       | 1.ª           | 2019-20       | 1     | 0     | 1                | 0                | ―                     | ―                     | 2     | 0     |
| Athletic Club · España       | 1.ª           | 2020-21       | 28    | 0     | 6                | 0                | ―                     | ―                     | 34    | 0     |
| Athletic Club · España       | 1.ª           | 2021-22       | 34    | 0     | 1                | 0                | ―                     | ―                     | 35    | 0     |
| Athletic Club · España       | 1.ª           | 2022-23       | 10    | 0     | 1                | 0                | ―                     | ―                     | 11    | 0     |
| Athletic Club · España       | Total club    | Total club    | 73    | 0     | 9                | 0                | 0                     | 0                     | 82    | 0     |
| SD Eibar · España            | 2º            | 2023-24       | 38    | 2     | 2                | 0                | -                     | -                     | 40    | 2     |
| SD Eibar · España            | Total club    | Total club    | 38    | 2     | 2                | 0                | 0                     | 0                     | 40    | 2     |
| Racing de Santander · España | 2º            | 2024-25       | 39    | 0     | 0                | 0                | -                     | -                     | 39    | 0     |
| Racing de Santander · España | Total club    | Total club    | 39    | 0     | 0                | 0                | 0                     | 0                     | 39    | 0     |
| Total carrera                | Total carrera | Total carrera | 213   | 7     | 11               | 0                | 0                     | 0                     | 224   | 7     |

## Palmarés

### Títulos nacionales
| Título              | Club          | País   | Año  |
| ------------------- | ------------- | ------ | ---- |
| Supercopa de España | Athletic Club | España | 2021 |

### Reconocimientos individuales
| Distinción                                      | Año  |
| ----------------------------------------------- | ---- |
| Seleccionado en el Once de Oro del Fútbol Draft | 2021 |